# Marcus Groß
Marcus Groß (Görlitz, 28 settembre 1989) è un canoista tedesco vincitore di 2 medaglie d'oro a Rio de Janeiro 2016.

## Palmarès
- Olimpiadi

Rio de Janeiro 2016: oro nel K2 1000m e nel K4 1000m.
- Mondiali

Dartmouth 2009: bronzo nel K2 500m.
Duisburg 2013: oro nel K2 1000m.
Milano 2015: oro nel K2 1000m.
Montemor-o-Velho 2018: oro nel K2 1000m.
Seghedino 2019: bronzo nel K2 500m.
- Campionati europei di canoa/kayak sprint

Brandeburgo 2009: bronzo nel K2 500m.
Trasona 2010: oro nel K4 1000m.
Belgrado 2011: argento nel K4 1000m.
Montemor-o-Velho 2013: oro nek K2 500m e K2 1000m.
Brandeburgo 2014: oro nel K2 1000m.
Račice 2015: oro nel K2 500m e nel K2 1000m.
Mosca 2016: oro nel K2 1000m.
Plovdiv 2017: oro nel K2 1000m.
Belgrado 2018: argento nel K2 1000m.
- Giochi europei

Baku 2015: argento nel K2 1000m.